# Притајено зло (ТВ серија)
Притајено зло (енгл. Resident Evil) америчка је акциона хорор телевизијска серија чији је аутор Ендру Даб за Netflix. Темељи се на истоименој серији Resident Evilвидео-игара коју је произвео Capcom. Друга је телевизијска адаптација франшизе, после анимиране мини-серије Бескрајна тама, као и осма играна адаптација, после истоимене филмске серије. Одвија се у сопственом универзуму, али садржи причу серије игара, као позадину и основу.
Ансамблску поделу улога предводи Ланс Редик као Алберт Вескер, Ела Балинска и Аделајн Рудолф као Вескерове усвојене ћерке, док Тамара Смарт и Сијена Агудонг глуме млађе верзије њих две, а Паола Нуњез ћерку Џејмса Маркуса, Евелин Маркус. Наизменично се приказују две хронологије, пратећи Џејд и Били Вескер у Њу Ракун Ситију где откривају мрачне тајне свог оца и Umbrella Corporation, док се друга одиграва деценију касније, где Џејд покушава да преживи смак света.
Године 2019. Netflix је започео развој са продукцијском кућом Constantin Film, власником претходно произведене филмске серије, као и Moonlighting Films, која је радила на филму Притајено зло: Коначно поглавље (2016). Званично је најављена 2020. године, након што је добила зелено светло као серија од осам епизода, док би свака епизода трајала један сат. Даб је ангажован као шоурунер, поред низа других пројеката за Netflix. Због кашњења изазваних пандемијом ковида 19, производња је одложена осам месеци и одвијала се од фебруара до јула 2021. године.
Премијерно је приказана 14. јула 2022. године. Серија је добила негативан пријем, и планови за другу сезону су укинути.

## Радња
Главна радња серије је распоређена у две временске тачке — 2022. и 2036. године, са размаком од неких 14 година. Прва се бави борбама 14-годишњих полублизанакиња Били и Џејд, деце др Алберта Вескера, зачетих под сумњивим околностима. Њихови животи се драматично мењају када Алберту буде додељена руководећа позиција у Umbrella Corporation за који је раније радио, а они се селе у планирану заједницу, Њу Ракун Сити. Девојчице тамо наилазе на мрачне тајне њиховог порекла и мрачног наслеђа фирме за коју ради њихов отац, који координира решење за избијање ретровирусног биолошког оружја.
У „садашњости” 2038. године, вирус је свео људску цивилизацију на 15 милиона избеглица које живе у градским државама ограђеним зидинама, окружених са шест милијарди зомбија који су се заразили и постали лутајуће банде канибалских мутаната. Најмоћнија организација која је остала на Земљи је Umbrella Corporation, подржана својим војним арсеналом, која спроводи глобалну потрагу за Џејдом.

## Улоге
| Глумац         | Улога             |
| -------------- | ----------------- |
| Ланс Редик     | Алберт Вескер     |
| Ела Балинска   | Џејд Вескер       |
| Тамара Смарт   | млада Џејд Вескер |
| Аделајн Рудолф | Били Вескер       |
| Сијена Агудонг | млада Били Вескер |
| Паола Нуњез    | Евелин Маркус     |
| Мфо Осеј Туту  | Јен               |
| Ентони Осејами | Рот               |
| Мариса Драмонд | стражарка         |
| Леа Вивије     | Сузана Франко     |
| Ахад Раза Мир  | Арџун Батра       |